# Джурасик парк III
„Джурасик парк III“ (на английски: Jurassic Park III) е американски научнофантастичен приключенски филм от 2001 г. на режисьора Джо Джонстън. Това е третият филм от поредицата „Джурасик парк“

## Сюжет и история
Д-р Алън Грант насила е заведен на Исла Сорна, където трябва да търси изгубено дете на име Ерик Кърби.
Изминаха четири години от събитията в The Lost World: Jurassic Park. Обществото е наясно със съществуването на клонирани динозаври на остров Сорна, но на хората сега е забранено да влизат в контакт с острова. Възползвайки се от това, операция „Dino-Soar“ е била създадена, за да осигури „безопасно разстояние“ крайбрежни обиколки на острова. Младият ентусиаст на динозаврите Ерик Кърби (Тревър Морган) и семейният приятел Бен Хилдебранд решават да отидат на парасейлинг. Въпреки това, лодката е привидно атакувана от влечуги и останала безпилотен, насочвайки се към купчина изпъкнали скали. След това Ерик и Бен отделят въжето и се придвижват към Исла Сорна. Междувременно преглеждаме Алън Грант и Ели Сатулър. И двамата са продължили своята палеонтологична кариера, но сега работят самостоятелно; Ели е омъжена и има две деца, докато Грант се е захванал с кариерата си, сега с млад протеже на име Били Бренан. Заедно са направили някои интересни открития за желосирапторите, дори и произвеждащи реплика на резониращата камера на създанието, еквивалентна на гласова кутия. Грант се доближава до Пол и Аманда Кърби, които твърдят, че са богати търсачи на тръпката, които искат Грант да им даде въздушна обиколка на Исла Сорна. Грант е много нежелан да започне, но след като Кирби "предложи дарение за финансиране на копаене, той приема.
Самолетът с Грант, Били, Кирби и трима наемни сътрудници пристига в Исла Сорна. Пилотите на самолета са Наш и „резервационен агент“ на име Юдески. Грант подозира, че нещо не е съвсем правилно, когато Кирби се опитват да кацнат. Грант става развълнуван и е почувстван в безсъзнание от друг наемник на име Купър. Били събужда Грант, след като самолетът е пристигнал и чуваме Аманда да крещи името на някого през мегафон. Грант ѝ казва да спре, но тя продължава; в далечината чуваме много силен рев. Жертвите, които са влезли в джунглата, за да се уверят, че районът е „безопасен“, избухват през дърветата и спешно настояват да напуснат острова. Били отбелязва отсъствието на Купър, но Удески го принуждава да се върне в самолета. Купър се появява на пистата, когато самолетът започва да излита, викайки да спрат самолета. Огромен Спинозавър излиза от дърветата и поглъща Купър, тъй като Наш е принуден да направи преждевременно излитане.
Отрязвайки платното на Спинозавър, бункерът на горивото се отрязва, причинявайки самолета, да падне право в джунглата, където се срива в клоните на дърветата. Оцелелите се оказват непокътнати и незабавно търсят убежище, само за да открият, че Спинозавърът ги е следвал. Спинозавърът унищожава самолета и убива Наш, преди да преследва останалата част от групата. Избягвайки, групата се сблъсква с Tyrannosaurus rex, който ги преследва, като отново се изправя срещу Spinosaurus. Двата титанични хищници се захващат с ожесточена битка и макар че имат горната ръка, тиранозавърът в крайна сметка се преодолява, когато Спиносаурус захваща врата на T.Rex и я убива. Грант разкрива истината от двойката Кърби, че те търсят сина си, Ерик, който е бил изчезнал в продължение на осем седмици. Групата открива парасейла с видеокамера и скелетните останки на мъртвото тяло на Бен. Аманда се ужасява и травмира, когато вижда скелета и избяга, но Павел се намесва от нейно име. Били решава да вземе парасейла с него, докато групата впоследствие открива купчина яйца от рапица от реката. След като Били е снимал гнездото, групата влиза в изоставена лаборатория InGen. След като изследват съединението, те се атакуват от мъжки велосипатор. Групата бяга от сградата, докато рапърът се нуждае от помощ. Докато минава през стадо Parasaurolophus и Corythosaurus, Грант вдига чантата на Били, че той пада и се отделя от Били и Кирби. Удески също е отделен и попада в джунглата в повече грабливи птици, които го атакуват. Били и Кирби се крият в едно дърво и забелязват осакатеното му тяло. Той движи ръката си, посочвайки, че все още е жив. Докато слизат от дървото, Аманда се хлъзга и се придържа към клон; двама велосираптори изтичаха от храстите и скочиха към Аманда, опитвайки се да я дръпнат надолу. Те прекратяват атаката си и напускат, след като чуват другия раптор. Преди да напусне, един рапър убива Удески, като си счупи врата и Били осъзнава, че са заложили капан. Междувременно Грант е атакуван от веолсираптори, но Ерик хвърля сълзотворен газ, за да отблъсне рапторите. Ерик спасява Грант и го отвежда до преобърнат камион за доставка. Ерик е спасил доставките и храната от комбината InGen и е използвал газови гранати, за да избегне атаките на динозаври. Всеки скоро се събира отново, но хармонията им се прекъсва от Спинозавър, който те забелязват след като чуят сателитния телефон, който звъни от динозавъра. Те успяват да намерят подслон в изоставена обсерватория и динозавърът прекратява преследването. Грант открива, че Били е откраднал някои яйца от гнездата на рапторите, обяснявайки по-ранните атаки и ново поведение. Той се ядосва на Били, като твърди, че той „не е по-добър от хората, които са построили това място“.
Групата се опитва да стигне до лодка, закачена в близката река. Те обаче са принудени да преминат през масивна волиера и са атакувани от Птеранодон. С помощта на парапланера, който е спасил преди, Били се опитва да спаси Ерик от гнездо на пилета на Птеанодон и е нападнат от няколко възрастни. Той се втурва в реката, докато продължават да го нападат, като явно го убиват.
Грант и Кирби се преместват и се качват на лодката, срещайки някои паразулофуси,брахиозаври,стегозаври и анкилозаври  на полето. Грант се чуди как се съжителстват помежду си и с околната среда.
Докато плават по реката, те чуват позната тона на звънене. Те откриват някои изпражнения от Спинозавър, които съдържат нечисти кости и дрехи на наемниците. Сред тях е спътниковият телефон, погълнат от Спинозавър, когато погълна Наш. Цереозавър се приближава, но оставя групата незасегната. Докато тръгват по реката, Ерик забелязва, че рибата във водата изглежда оплашена. Спинозавърът излиза от водата и капсулира лодката, разкъсвайки двигателя и разточвайки бензин в реката. Грант се опитва да се свърже с Ели, но само успява да каже „Реката! Сайт Б!“ тъй като лодката е потопена. Те плуват на повърхността, където Павел разсейва Спинозавър, изкачвайки строителния кран, докато Грант изстрелва огнестрелно оръжие, запалва разлятия нефт и плаши звяра.
Групата е близо до брега, когато велосирапторите изведнъж отново се появяват, искайки яйцата им да се върнат. Яйцата се връщат на птиците и с помощта на камерата за резониране на рапъра Грант фалшифицира сигнал, който за момент обърква хищните, които се оттеглят с яйцата си, когато чуят подхода на някои хеликоптери. Групата пристига на плажа, за да види отряда на американския флот и морски корпус, включително два самолетоносача, без съмнение уведомени от Ели и нейния съпруг. Докато се качат на хеликоптер, Грант намира, че Били е все още жив, но сериозно ранен. Тъй като хеликоптерът се насочва към амфибиен кораб за нападение, Птеанодоните минават покрай тях (сцена, подобна на пеликаните в първия филм), очевидно търси нови места за гнездене.

## Актьорски състав
| Актьор           | Роля              |
| ---------------- | ----------------- |
| Сам Нийл         | Доктор Алън Грант |
| Уилям Мейси      | Пол Кърби         |
| Теа Леони        | Аманда Кърби      |
| Алесандро Нивола | Били Бренан       |
| Тревър Морган    | Ерик Кърби        |
| Майкъл Джетър    | Юдески            |
| Джон Дийл        | Купър             |
| Брус Йънг        | Наш               |
| Лора Дърн        | Доктор Ели Сатлер |

## Награди и номинации
| Категория                        | Номиниран(и)                     | Резултат                    |
| Сателит (19 януари 2002 г.)      | Сателит (19 януари 2002 г.)      | Сателит (19 януари 2002 г.) |
| -------------------------------- | -------------------------------- | --------------------------- |
| Най-добри визуални ефекти        | Най-добри визуални ефекти        | номинация                   |
| Най-добър звук                   | Най-добър звук                   | номинация                   |
| Сатурн (10 юни 2002 г.)          |                                  |                             |
| Най-добър научнофантастичен филм | Най-добър научнофантастичен филм | номинация                   |
| Най-добри специални ефекти       | Най-добри специални ефекти       | номинация                   |

## В България
На 22 юли 2012 г. Нова телевизия излъчи филма с български дублаж за телевизията. Екипът се състои от:
| Преводач            | Ралица Ботева                                                                                         |
| Режисьор на дублажа | Красимир Куцупаров                                                                                    |
| Тонрежисьор         | Цветомир Цветков                                                                                      |
| Озвучаващи артисти  | Христина Ибришимова Даниела Сладунова Владимир Пенев Стефан Димитриев Димитър Иванчев Пламен Манасиев |

## Филми от поредицата за „Джурасик парк“
Поредицата „Джурасик парк“ включва 7 филма:
- „Джурасик парк“ (1993)
- „Изгубеният свят: Джурасик парк“ (1997)
- „Джурасик парк III“ (2001)
- „Джурасик свят“ (2015)
- „Джурасик свят: Рухналото кралство“ (2018)
- „Джурасик свят: Господство“ (2022)
- „Джурасик свят: Прераждане“ (2025)